# الکساندر زارخی
الکساندر زارخی (روسی: Александр Григорьевич Зархи؛ ۱۸ فوریهٔ ۱۹۰۸ – ۲۷ ژانویهٔ ۱۹۹۷) کارگردان فیلم و فیلم‌نامه‌نویس اهل روسیه بود.
وی همچنین برندهٔ جوایزی همچون نشان لنین، جایزه هنرمند مردمی اتحاد جماهیر شوروی، و هنرمند مردمی جمهوری شوروی فدراتیو سوسیالیستی روسیه شده‌است.